# Богданов, Николай Андреевич
Николай Андреевич Богданов (18 декабря 1944, Баку, Азербайджанская ССР, СССР) — советский футболист, защитник, мастер спорта.

## Карьера
Воспитанник бакинского футбола, выступал за юношеские команды ОДО (с 1958) и «Трудовые резервы» (1960 — август 1961). В составе сборной школьников Азербайджана победитель Всесоюзной спартакиады школьников (1961). Лучший полузащитник Всесоюзных юношеских соревнований (1962). Играл за сборные — юношескую (1963), молодёжную, олимпийскую, сборную клубов СССР.
С 1961 года — в составе бакинского «Нефтяника». В чемпионате СССР дебютировал в июле 1963 года, за шесть лет провёл в команде, переименованной в 1968 году в «Нефтчи», 110 матчей, забил два гола. В 1969 году перешёл в киевское «Динамо», за которое в апреле сыграл два матча в чемпионате. В 1970 году выступал в составе ленинградского «Зенита», в марте — апреле провёл четыре матча. Вторую половину сезона отыграл в пятигорском «Машуке». В 1970—1976 годах играл за «Днепр» Днепропетровск — 197 матчей.
После окончания карьеры футболиста три года работал в сфере торговли в Киеве.
В 1978—1982 — начальник УСО ДСО «Авангард» (УССР), работал тренером в коллективах физкультура Киева, старшим тренером Управления футбола Спорткомитета УССР и Федерации футбола УССР, Украины (с 1983). Член исполкома и КДК Федерации мини-футбола Украины. Инспектор матчей.
Окончил Днепропетровский государственный университет (экономист).
Бронзовый призёр чемпионата СССР (1966).